# Arthur Martens
Pour les articles homonymes, voir Martens.
 (février 2024).
La mise en forme du texte ne suit pas les recommandations de Wikipédia : il faut le « wikifier ».
Les points d'amélioration suivants sont les cas les plus fréquents. Le détail des points à revoir est peut-être précisé sur la page de discussion.
- Les titres sont pré-formatés par le logiciel. Ils ne sont ni en capitales, ni en gras.
- Le texte ne doit pas être écrit en capitales (les noms de famille non plus), ni en gras, ni en italique, ni en « petit »…
- Le gras n'est utilisé que pour surligner le titre de l'article dans l'introduction, une seule fois.
- L'italique est rarement utilisé : mots en langue étrangère, titres d'œuvres, noms de bateaux, etc.
- Les citations ne sont pas en italique mais en corps de texte normal. Elles sont entourées par des guillemets français : « et ».
- Les listes à puces sont à éviter, des paragraphes rédigés étant largement préférés. Les tableaux sont à réserver à la présentation de données structurées (résultats, etc.).
- Les appels de note de bas de page (petits chiffres en exposant, introduits par l'outil «  Source ») sont à placer entre la fin de phrase et le point final[comme ça].
- Les liens internes (vers d'autres articles de Wikipédia) sont à choisir avec parcimonie. Créez des liens vers des articles approfondissant le sujet. Les termes génériques sans rapport avec le sujet sont à éviter, ainsi que les répétitions de liens vers un même terme.
- Les liens externes sont à placer uniquement dans une section « Liens externes », à la fin de l'article. Ces liens sont à choisir avec parcimonie suivant les règles définies. Si un lien sert de source à l'article, son insertion dans le texte est à faire par les notes de bas de page.
- La présentation des références doit suivre les conventions bibliographiques. Il est recommandé d'utiliser les modèles {{Ouvrage}}, {{Chapitre}}, {{Article}}, {{Lien web}} et/ou {{Bibliographie}}. Le mode d'édition visuel peut mettre en forme automatiquement les références.
- Insérer une infobox (cadre d'informations à droite) n'est pas obligatoire pour parachever la mise en page.

Pour une aide détaillée, merci de consulter Aide:Wikification.
Si vous pensez que ces points ont été résolus, vous pouvez retirer ce bandeau et améliorer la mise en forme d'un autre article.
Arthur Martens (né le 28 mars 1897 à Gilten et mort le 16 novembre 1937 à Steene près d'Ostende en Belgique) est un pionnier et ingénieur allemand du vol à voile. Il acquiert la notoriété en 1922, entre autres, lorsqu'il établit le premier record du monde de durée en vol à voile.

## Parcours
Arthur Martens participe à la Première Guerre mondiale en tant que lieutenant et pilote de première ligne dans l'escadron de chasse de Manfred von Richthofen. En 1919, après la fin de la guerre, il entreprend des études d'ingénierie mécanique à l'Université technique de Hanovre, qu'il complète par un diplôme d'ingénieur.

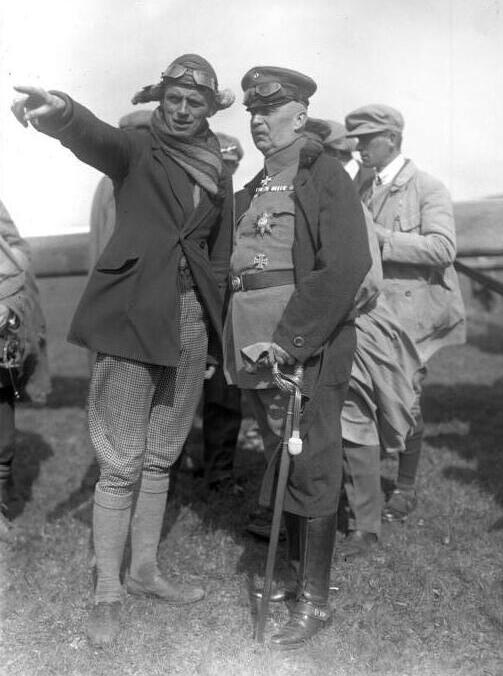
Vols planeurs d'automne dans la Rhön en présence d'Erich Ludendorff (à droite). Record du monde de vol longue distance de 12 km, établi par Martens (à gauche). (1923)

Alors qu'il est encore étudiant, Martens travaille comme pilote d'essai à la Hannoversche Waggonfabrik (de) (HAWA). Le 22 octobre 1919, accompagné d'un passager, il monte dans un avion propulsé par un HAWA D. 6 D 84 à 8 430 m au-dessus du niveau de la mer, un nouveau record d'altitude allemand. Peu de temps après, il améliore le record du monde d'altitude avec une machine Hannover CV, d'abord à 9 250 puis à 9 650 m.
Au début des années 1920, Martens se passionne pour le vol à voile. Entre 1921 et 1925, il a huit victoires dans des compétitions allemandes et établit plusieurs records du monde. Il participe également à des compétitions à l'étranger (dont en 1923 une victoire au concours organisé pour la première fois sur le Waschberg (de) près de Vienne -  269,6 m d'altitude, distance de 10 kilomètres; En 1924 il participe au deuxième concours côtier sur l'Isthme de Courlande. Après avoir déjà réalisé deux records du monde en 1921 avec le HAWA H 1 Vampyr, qu'il a aidé à concevoir, il établit l'année suivante un record du monde horaire à la Compétition de vol à voile de la Rhön en remportant un "prix de l'industrie" (un vol plané d'au moins 40 minutes avec un retour au point de décollage suivi d'un vol à travers la campagne de 5 km en ligne droite) 
Le 18 août 1922, Martens s'envole à bord du Vampyr avec un décollage avec sandow depuis le Pferdekopf de la Wasserkuppe, le point culminant de la Hesse. Les spectateurs au sol formaient des chiffres pour lui indiquer la durée exacte du vol en minutes. Après dix tours du Wasserkuppe et un total de 66 minutes de vol, il réussit à faire atterrir le Vampyr, établissant trois records du monde.
En plus du premier vol horaire sans moteur, Martens a parcouru une distance de 8,9 km et un gain d'altitude depuis le point de décollage de 108 m. Parallèlement, il fut le premier pilote de planeur à utiliser le courant ascendant avec un huit horizontal, une technique aujourd'hui très répandue,; Le 25 août 1923, il se présente à la Compétition de vol à voile de la Rhön avec une distance de vol de 12 km un nouveau record du monde.
Avant la fin de sa carrière de pilote de planeur, Martens a créé la première école de vol à voile au monde sur la Wasserkuppe. En 1925, il la cède à la Rhön-Rossitten-Gesellschaft (RRG) nouvellement fondée. Avec le premier vol de nuit à l'occasion du concours de Rossitten et sa participation le du 27 septembre au 11 octobre, lors de la 3e compétition de vol à voile de toute l'Union soviétique à Koktebel, en Crimée, Martens a mis fin à sa carrière de vol à voile.
Pour le Salon aéronautique international de Berlin de 1928, il a commencé le 16 août à un « Europapropagandaflug », un vol de propagande en Europe, dont la première escale était Hanovre. Le 25 août, il atterrit à Londres, d'où il s'envole pour Amsterdam le lendemain.
En 1925, Martens devient chef du service commercial de la Vereinigte Deutsche Metallwerke (en) (VDM) à Heddernheim. En tant qu'ingénieur, il a contribué à l'amélioration de l'hélice métallique et au développement des hélices à pas variable. Les hélices à pas variable Martens ont également été utilisées dans des tentatives réussies de record du monde de vol. En tant que pilote motorisé, il a été nommé pour la Coupe Hindenburg (de) de 1928 tout en participant au Deutschlandflug (en) 1933. Dans les années 1920, Martens a également écrit deux livres sur le vol à voile.
Arthur Martens était marié. Il envoyait régulièrement à sa femme Lotte des « salutations du ciel » via Oberursel avec un Dornier Do 17 lorsqu'il travaillait chez VDM.

## Mort dans une catastrophe aérienne
En 1937, à l'âge de 40 ans, Martens meurt dans le crash d'un avion de ligne belge près d'Ostende. Il faisait partie d'un groupe de touristes dirigé par l'ancien grand-duc héritier Georges-Donatus de Hesse-Darmstadt, également passionné d'aviation, et qui se rendait à un mariage à Londres.

« In Arthur Martens, der zu den Toten des Flugzeugunglücks von Ostende gehört, hat die Segelfliegerei einen ihrer Pioniere verloren, der deutsche Flugsport zugleich eine seiner sichtbarsten Figuren, deren ganzes Leben der Fliegerei und ihrer Entwicklung gehört hat. Wenige Jahre nach dem Kriege hatte sich Professor Madelung, einst Assistent an der Deutschen Versuchsanstalt für Luftfahrt in Adlershof, mit den Studenten Martens, Hentzen und Blume zusammengesetzt, um ein Hochleistungs-Segelflugzeug zu konstruieren, unterstützt von einer hannoverschen Fabrik. Aus der Werkstatt dieser flugbegeisterten Konstrukteure ging der berühmte ‚Vampyr’ hervor. In der Rangliste der internationalen Rekorde für den Segelflug nimmt nach |Lilienthal, Wilbur Wright, Gutermuth und Klemperer Arthur Martens die fünfte Stelle ein. Martens flog viele Rekorde und hat sie im Laufe der Jahre ständig verbessert. Später verschrieb er sich von neuem der Motorfliegerei. […] Ohne seine Vorarbeit sind die späteren Erfolge der deutschen und damit auch der internationalen Segelfliegerei kaum denkbar. »

— Nachruf im Salzburger Volksblatt vom 20. November 1937

« Le vol à voile a perdu l'un de ses pionniers en la personne d'Arthur Marten, l'un des morts de l’accident d’avion d'Ostende. L'aviation allemande a également perdu l'une de ses figures les plus visibles, dont toute la vie a appartenu à l'aviation et à son développement. Quelques années après la guerre, le professeur Madelung, autrefois assistant à l'Institut allemand de recherche pour l'aviation à Adlershof, s'est assis avec les étudiants Martens, Hentzen et Blume, pour construire un planeur performant, soutenu par une usine de Hanovre. Le célèbre « Vampyr » est sorti de l'atelier de ces designers passionnés de vol. Au classement des records internationaux de vol à voile, Arthur Martens prend la cinquième place après Lilienthal, Wilbur Wright, Gutermuth et Klemperer. Martens a battu de nombreux records et a continué à les améliorer au fil des ans. Plus tard, il s'est consacré à nouveau à l'aviation motorisée […]. Sans son travail préparatoire, les succès ultérieurs du vol à voile allemand et donc international seraient à peine concevables. »

Martens était membre honoraire de l'association allemande des modèles et planeurs (Deutschen Modell- und Segelflug-Verbandes) .
Après la guerre, sa veuve a épousé Fritz Stamer, le pionnier de l'aviation et plus tard secrétaire général du Deutscher Aero Club (de). En 1949, le club de vol à voile d'Oberursel porte son nom, qui a fusionné avec le Luftsportclub Bad Homburg (LSC) en 2004.

## Records
- 22 octobre 1919 : record allemand d'altitude de vol propulsé de 8 430 m au-dessus du niveau de la mer avec un passager (type d'avion : HAWA D. 6 D 84)
- 1919 : record mondial d'altitude de vol propulsé de 9 250 m (type d'avion : Hanovre CV )
- 1919 : record mondial d'altitude de vol propulsé de 9 650 m (type d'avion : Hanovre CV )
- 25 Août 1921 : record du monde de distance de vol à la Compétition de vol à voile de la Rhön avec 3,58 km (type d'avion : HAWA Vampyr)
- 1921 : record du monde de distance en vol à voile avec 7,5 km en 15,6 min (type d'avion : HAWA Vampyr)
- 18 août 1922 : record du monde d'heure et de distance de glisse avec 66 min de temps de vol sur 8,9 km, 108 m de gain d'altitude par rapport au point décollage (type d'avion : HAWA Vampyr)
- 1923 : record du monde de distance en vol à voile avec la 12 km (avion : "Strolch")
- 14 octobre 1924 : record du monde de distance en planeur avec 21,2 km à la première Compétition internationale à Asiago, Italie (parcours : Monte Mazze – Dueville en avion "Moritz")

## Publications
- Segelflugsport (1925; gemeinsam mit Alfried Gymnich)
- Motorlos in den Lüften (1927)